# Gewone stofuil
De gewone stofuil (Hoplodrina octogenaria, synoniem Hoplodrina alsines) is een nachtvlinder uit de familie van de Noctuidae, de uilen. De vlinder heeft een voorvleugellengte van 14 tot 16 millimeter. De imago kan gemakkelijk verward worden met meer getekende exemplaren van de egale stofuil, die echter wat grotere ring- en niervlek heeft en lichtere en meer witte achtervleugel. De soort overwintert als rups. De soort komt verspreid over Europa voor.

## Waardplanten
De gewone stofuil heeft allerlei kruidachtige planten, zoals dovenetel, sleutelbloem, muur en zuring als waardplanten.

## Voorkomen in Nederland en België
De gewone stofuil is in Nederland en België een gewone soort, die verspreid over het hele gebied voorkomt. De vliegtijd is van eind mei tot halverwege augustus in één generatie.